# Famar
Famar ist ein griechischer Auftragshersteller von Kosmetika, Arzneimitteln, Nahrungsergänzungsmitteln und weiteren Produkten.
Famar wurde im Jahr 1949 von der griechischen Marinopoulos-Gruppe gegründet, zu der sie heute noch vollständig gehört. Die Gruppe ist einer der bedeutenden Lohnauftragshersteller in Europa für die Pharmaindustrie. Famar bietet Dienstleistungen für die Arzneimittelentwicklung, Produktion, Logistik, Forschung und Entwicklung und Produktion von Hygiene und Beauty-Produkten.
2014 erzielte die Gruppe mit 3.200 Beschäftigten einen Umsatz von über 455 Millionen Euro mit 150 Auftraggebern und 770 Millionen Fertigpackungen. Sie verfügt über neun Produktionsstätten in Europa. Diese liegen in den Niederlanden (Bladel), Frankreich (Orléans, Saint-Genis-Laval, L’Aigle und Saint-Rémy-sur-Avre), Spanien (Alcorcón), Italien (Baranzate) und Griechenland (Anthoussa und Avlonas).
Im Jahr 2009 verkaufte McNeil, US-Tochtergesellschaft von Johnson & Johnson, seinen Standort Orléans-la-Source an Famar. 2013 wurde der bisherige Standort „Famar France d'Orléans“ dessen Gebäude teilweise aus dem architektonischen Nachlass von Jean Tschumi stammen, abgestoßen.